# Alexandre Bida
Pour les articles homonymes, voir Bida.

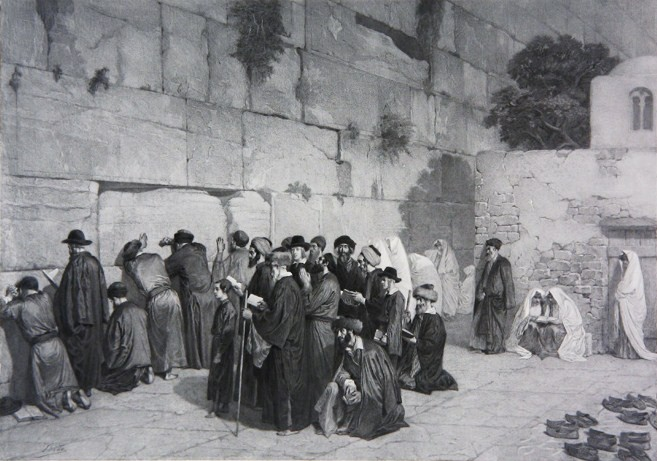
Les Juifs devant le mur de Salomon, gravure d'après le dessin Le Mur des lamentations à Jérusalem d'Alexandre Bida.

Alexandre Bida, né le 3 octobre 1813 à Toulouse et mort le 2 janvier 1895 à Lautenbach, est un peintre et un graveur français.

## Biographie
Se destinant à l’enseignement, Bida a commencé par faire de fortes études classiques. Bien qu’il soit devenu professeur, l’étude du grec et du latin ne l’empêchait pas de dessiner.Ttout enfant déjà, il couvrait ses cahiers et ses livres de croquis qui témoignaient de ses aptitudes pour l’illustration. Hippolyte Flandrin, qu’il avait connu à Toulouse pendant qu’il suivait les cours de l’École des Beaux-arts, l’a entrainé à l’atelier d’Eugène Delacroix, où tous deux se ont fait distinguer par leur intelligence et leurs progrès.
Tandis que Flandrin s’adonnait à la peinture religieuse, Bida est devenu orientaliste, à l’exemple de Delacroix. De 1844 à 1846, il a visité successivement la Palestine, l’Asie mineure, Constantinople et la Grèce, dont il a rapporta d’innombrables dessins qui ont servi de thème pour la plupart de ses compositions les plus remarquées aux Salons de Paris.
À la correction du dessin, l’entente de la composition et la facilité d’exécution caractéristiques de l’École de Toulouse, il a joint la recherche de la couleur locale et de l’exactitude historique apprises chez Delacroix. Ses œuvres peintes sont rares, celui-ci s’étant appliqué de préférence à dessiner avec des procédés tout particuliers qui donnaient à son simple crayon les apparences de la gravure en taille douce avec les effets de la gravure à l’eau forte.
Ayant remporté une médaille de 2e classe au Salon de Paris, dès 1848, il a exposé aux expositions universelles de 1855 et 1867. À l’exposition universelle de 1855, il a obtenu tout à la fois une médaille de 1re classe et la croix de la Légion d’honneur. Au Salon de 1861, au palais des Champs Elysées, il présente le dessin Le Massacre des mameluks, évocation du massacre du 1er mars 1811 au Caire. À l’Exposition universelle de 1867, figure son fameux Mur de Salomon, que le banquier Solar a acheté 5 000 francs avant du céder au baron de Rotschild, pour 50 000 fr. Promu officier de la Légion d’honneur, en 1870, il a eu des rappels de médaille de 1re  classe aux Expositions de 1867 et de 1878, et, enfin, une médaille d’or à celle de 1889.
L’œuvre monumentale de Bida, qui n’a cessé de produire pendant cinquante ans, peut se scinder en quatre groupes distincts : les compositions empruntées aux scènes de l’Orient et l’histoire orientale ; les compositions pour les livres illustrés (histoire profane ou sacré, littérature) ; les illustrations pour le Tour du Monde, grand journal des voyages ; les portraits. Ses compositions magistrales pour les Évangiles, le Livre de Ruth, le Livre d’Esther et le Cantique des Cantiques, qui replace les personnages dans leur milieu oriental, sont son grand œuvre.

## Élèves
- Jean-Paul Laurens [5].

## Collections publiques
- Paris, École nationale supérieure des beaux-arts
- Paris, département des arts graphiques du musée du Louvre
- Femme assise fumant l'opium, dessin au crayon, musée des beaux-arts de Bordeaux[6]

## Illustrations
- Justin Cénac-Moncaut, Aquitaine et Languedoc : ou, Histoire pittoresque de la Gaule méridionale, Paris, Librairie universelle, 1848, 560 p. (lire en ligne).
- Alexandre Bida (Traducteur et Illustrateur) (préf. Gaston Paris), Aucassin et Nicolette : chante-fable du douzième siècle, Paris, Hachette et Cie, 1878, xxxi-140 p. et 11 pl., in-8º (BNF 33250975, lire en ligne).

## Expositions
- Exposition universelle de 1855
- Exposition universelle de 1867
- « Exotiques expositions », Les expositions universelles et les cultures extra-européennes. France, 1855-1937 Livret de l'exposition présentée par les Archives nationales du 31 mars au 28 juin 2010, Paris, hôtel de Soubise

## Hommages
Une rue de Toulouse est nommée en son honneur en 1896, peu de temps après sa mort.